# Ambulyx bakeri
Espèce
Ambulyx bakeri est une espèce d'insectes lépidoptères de la famille des Sphingidae, sous-famille des Smerinthinae, tribu des Ambulycini, et du genre Ambulyx.

## Distribution
L'archipel des Philippines.

## Systématique
- L'espèce Ambulyx bakeri a été décrite par l'entomologiste américain Benjamin Preston Clark en 1929, sous le nom initial de Oxyambulyx bakeri.

### Synonymie
- Oxyambulyx bakeri Clark, 1929 Protonyme.